# Кътидръл Хил (Сан Франциско)
Кътидръл Хил (на английски: Cathedral Hill в превод Катедрален хълм) е квартал на град Сан Франциско в щата Калифорния. Централната част на квартала е разположена около катедралата „Сейнт Мери“ на пресечката на улиците „Гийри“ и Гоу (Gough). Северната граница на квартала е ул. „Поуст“ (Post Street), източната Ван Нес авеню, южната ул. „Еди“ (Eddy Street), а западната ул. „Лагуна“. Кътидръл Хил се състои предимно от големи жилищни кооперации и църкви. Китайското консулство в Сан Франциско също се намира в квартала.